# Miss Belgium Earth
De Miss Belgium Earth-verkiezing is een nationale missverkiezing met als motto Beauties For A Cause (schoonheden met een doel). De winnares van de verkiezing vertegenwoordigt België tijdens de internationale verkiezing van Miss Earth.
Tijdens de derde editie van Miss Belgium Earth werd de Beauty For A Cause uitgereikt. Deze prijs werd ontvangen door Lesley van Beers voor haar inzet voor het goede doel, het thuiszorgproject KOESTER van het Kinderkankerfonds.
De Miss Earth verkiezing werd in 2014 overgenomen door Remi Esquelisse en Stevens Ken, eigenaars van Miss Exclusive.

## Bron
- Dit artikel of een eerdere versie ervan is (gedeeltelijk) afgesplitst vanaf een ander artikel op de Nederlandstalige Wikipedia, dat onder de licentie Creative Commons Naamsvermelding/Gelijk delen valt. Zie deze pagina voor de bewerkingsgeschiedenis.